# Al'menevsky (huyện)
Huyện Al'menevsky (tiếng Nga: ? райо́н) là một huyện hành chính tự quản (raion), của Tỉnh Kurgan, Nga. Huyện có diện tích 2483 km², dân số thời điểm ngày 1 tháng 1 năm 2000 là 18700 người. Trung tâm của huyện đóng ở Al'menevo.